# Elmo Tissera
Elmo Hipólito Tissera (nacido el 22 de agosto de 1922) es un exfutbolista argentino. Jugaba como delantero y primer equipo fue Rosario Central.

## Carrera
Desempeñándose como puntero por el sector derecho, su primer partido oficial se produjo el 10 de mayo de 1942, cuando Rosario Central venció 3-2 a Vélez Sarsfield por la 5.ª fecha del Campeonato de Segunda División 1942. El canalla había perdido la categoría el año anterior, y en ese 1942 logró recuperarla con holgura, obteniendo el título de la divisional ganando 25 de los 32 partidos, anotando 118 goles. Tissera sumó tres presencias en el certamen, desempeñándose principalmente en la primera local del club, disputando el Torneo Gobernador Luciano Molinas de la Asociación Rosarina de Fútbol, campeonato que también terminaría ganando. Al año siguiente, ya en la Primera División de Argentina, marcó sus únicos dos goles con el equipo mayor auriazul. Fueron convertidos en la fecha 28 del torneo ante Huracán, que finalizó con victoria centralista 4-0. Prosiguió en Arroyito hasta 1944; totalizó 11 partidos jugados.
Pasó a Sportivo Belgrano de San Francisco, equipo que disputaba los torneos de la Liga Cordobesa de Fútbol; en 1945 se proclamó campeón del Torneo Preparación.

## Clubes
| Club                              | País      | Año       |
| --------------------------------- | --------- | --------- |
| Rosario Central                   | Argentina | 1942-1944 |
| Sportivo Belgrano (San Francisco) | Argentina | 1945      |

## Palmarés

### Torneos nacionales
| Equipo          | País      | Título           | Año  |
| --------------- | --------- | ---------------- | ---- |
| Rosario Central | Argentina | Segunda División | 1942 |

### Torneos regionales
| Equipo                            | Liga      | País      | Título             | Año  |
| --------------------------------- | --------- | --------- | ------------------ | ---- |
| Sportivo Belgrano (San Francisco) | Cordobesa | Argentina | Torneo Preparación | 1945 |